# 8 Марта
8 Ма́рта (каз. Сегізінші Наурыз) — село у складі Жарминського району Абайської області Казахстану. Входить до складу Бельтерецького сільського округу.
Населення — 105 осіб (2021; 224 у 2009, 377 у 1999, 417 у 1989).
Національний склад станом на 1989 рік:
- казахи — 100 %